# На-Форадада
На-Форадада (кат. Na Foradada) — небольшой необитаемый остров в Средиземном море, является одним из островов архипелага архипелага Кабрера, входящего в состав Балеарских островов (Испания). Административно относится к муниципии Пальма-де-Мальорка.
Площадь острова — 0,015 (0,1) км². Ширина составляет 160 м, длина — 100 м. Наивысшая точка расположена на высоте 27 м над уровнем моря. Берега острова высокие и обрывистые.
На острове расположен один из трех маяков архипелага Кабрера, построенный в 1926 году.
Остров входит в состав Национального парка архипелага Кабрера, уникального произрастающими на его территории эндемичными видами растений.

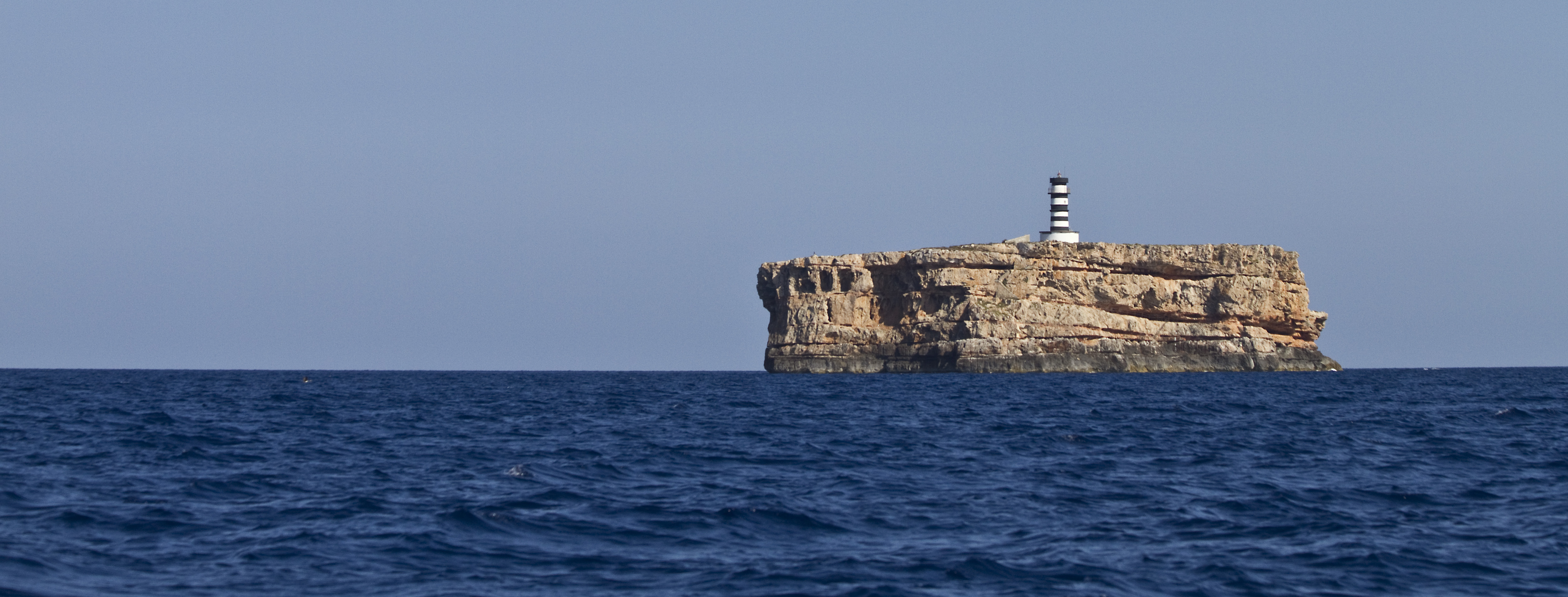
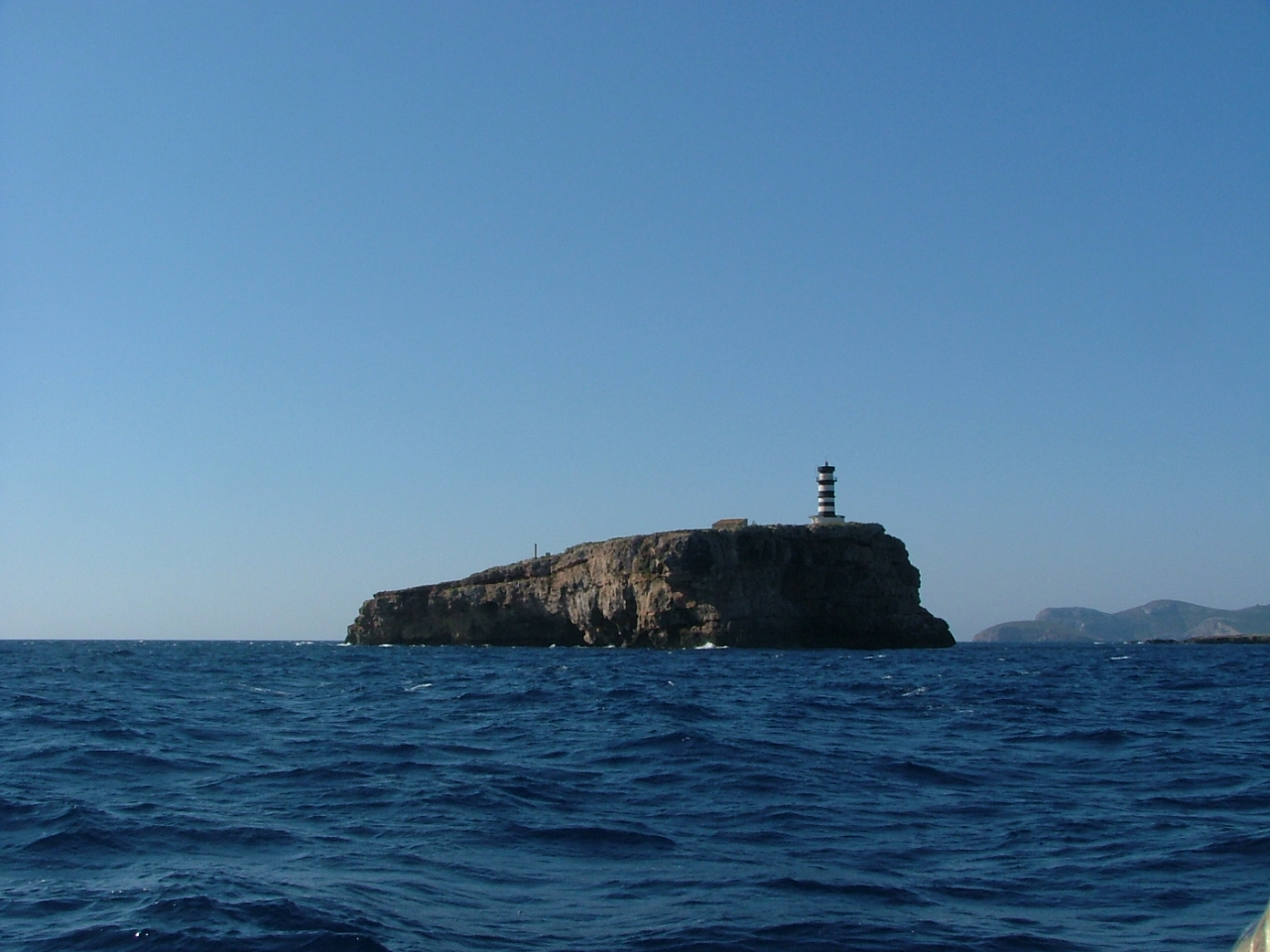
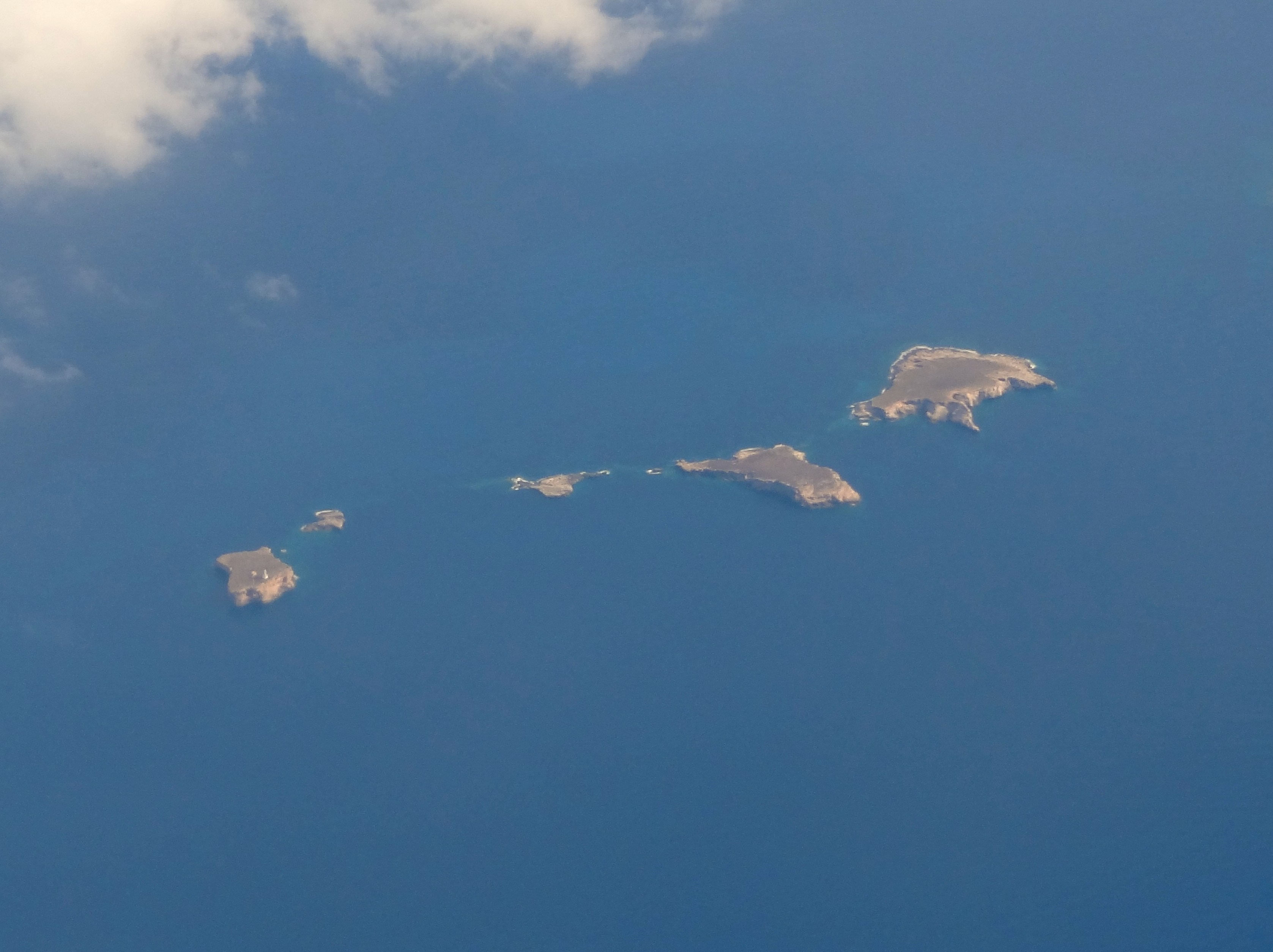